# Allium tulipifolium
Allium tulipifolium är en amaryllisväxtart som beskrevs av Carl Friedrich von Ledebour. Allium tulipifolium ingår i släktet lökar, och familjen amaryllisväxter. Inga underarter finns listade i Catalogue of Life.

## Bildgalleri

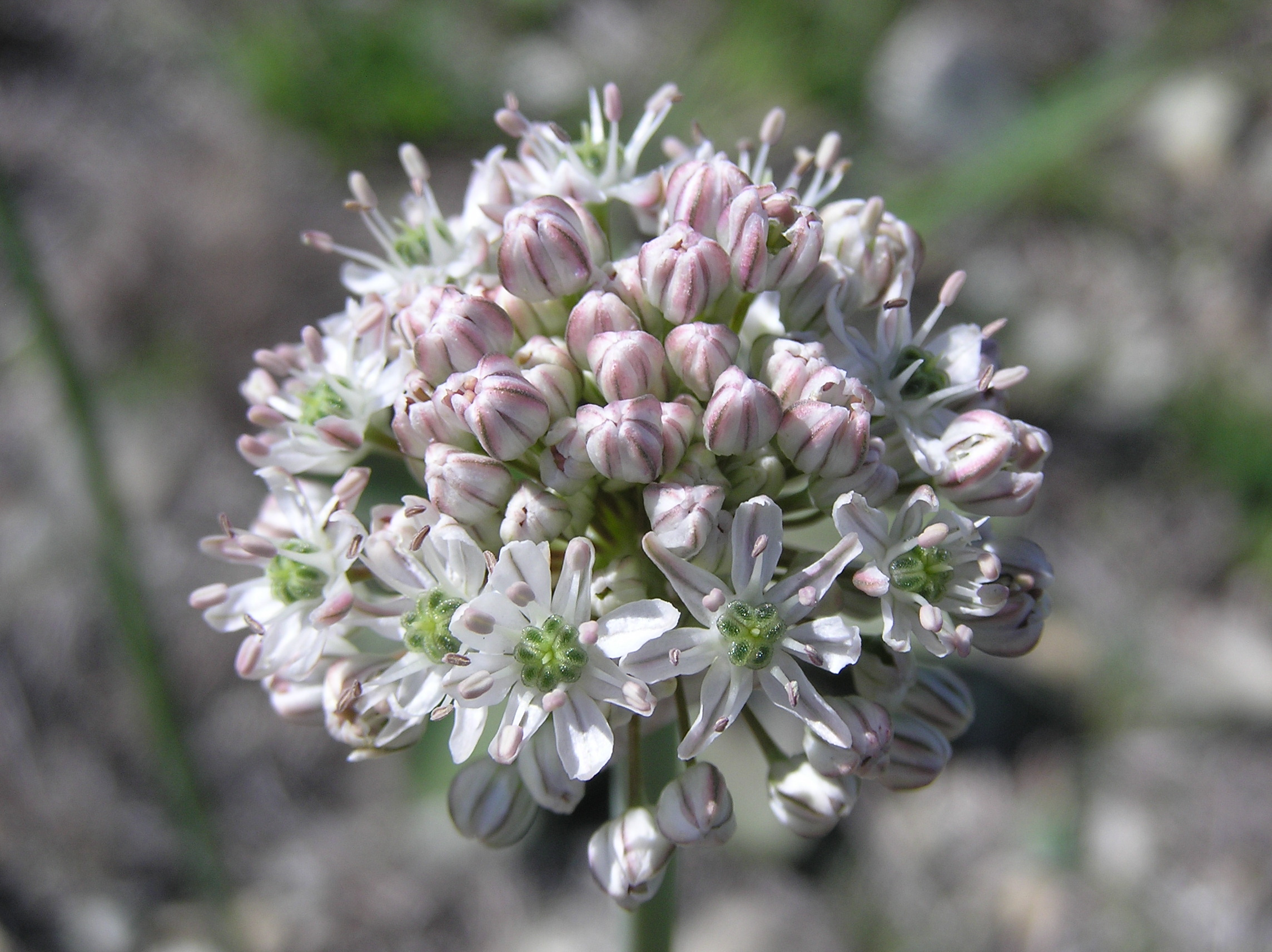